# Allergan
Allergan, Inc. è una multinazionale farmaceutica che produce farmaci di marchi in sei aree terapeutiche: estetica-dermatologia-chirurgia plastica;  neuroscienze; oftalmico;  salute delle donne e urologia; fibrosi Cistica; malattie cardiovascolari e malattie infettive.  I suoi prodotti spaziano dal campo oftalmico, dermatologico al neurologico.
Costituito il 18 febbraio 2015 quando Actavis, altra azienda farmaceutica, acquisisce la vecchia Allergan, Inc. e assume il nome Allergan, la società  è famosa soprattutto per il suo prodotto neurologico Botox, usato in tutto il mondo per trattare una varietà di disordini debilitanti associati con muscoli superstimolati e anche ben conosciuti sotto il nome commerciale di Cosmetica Botox.
Quotata alla Borsa di New York, ha la sede in Irlanda, a Dublino, e impianti di produzione a Waco in Texas (Stati Uniti), a Westport in Irlanda e a San José in Costa Rica. La sede italiana si trova a Roma.

## Storia

### Le aziende precedenti

#### Watson Pharmaceuticals
Nella primavera del 1983 Allen Chao e David Hsia danno vita in uno spazio preso in affitto a Libertyville, Illinois, e con quattro dipendenti, a Watson Pharmaceuticals, una piccola società con laboratorio di analisi per lo sviluppo di farmaci con finanziamenti da amici e familiari. Sei mesi più tardi, in autunno, la società si trasferisce a Corona, in California, producendo farmaci generici.
Nel 1993 diventa una public company quotandosi inizialmente al NASDAQ con il simbolo WATS e trasferendosi nel 1997 alla Borsa di New York (NYSE) con il simbolo WPI. Nel 2000 la società acquisisce Schein Pharmaceutical Inc., raddoppiando così le dimensioni dell'azienda al punto da registrare alla fine dell'anno entrate per un miliardo di dollari. Nell'autunno del 2006 rileva Andrx Corporation, una società farmaceutica di Fort Lauderdale. Nel 2007 Allen Chao si ritira lascianodo la guida del gruppo a Paul M. Bisaro. E inizia l'internazionalizzazione dell'azienda con l'acquisizione di Arrow Group nel 2009, fornendo alla società una presenza commerciale in oltre 20 mercati internazionali. In seguito a quella acquisizione la società ha anche il controllo sull'organizzazione di sviluppo biofarmaceutica Eden Biodesign di Liverpool, nel Regno Unito.
Nel 2011 viene nuovamente trasferita la sede, questa volta dalla California a Parsippany-Troy Hills, nel New Jersey. Un anno più tardi, il 31 ottobre 2012, Watson acquisisce la società di farmaci generici Actavis, con sede in Svizzera, per 4,25 miliardi di dollari. Diventa la terza più grande società di farmaci generici al mondo, con una posizione di leadership in mercati consolidati come Stati Uniti, Regno Unito, Paesi nordici, Canada, Australia e mercati emergenti nell'Europa centrale e orientale e in Russia. In seguito a quell'acquisizione prende anche il nome di Actavis.
Nell'ottobre 2013 altra acquisizione: Actavis rileva la società farmaceutica irlandese Warner Chilcott plc (precedentemente nota con il nome di Galen) in una transazione del valore di circa 8,5 miliardi di dollari. In seguito alla fusione con questa società, Actavis diventa un gruppo con 10 miliardi di dollari di entrate all'anno e diventa anche la terza più grande azienda farmaceutica statunitense con circa 3 miliardi di dollari di ricavi annuali incentrati sulle categorie terapeutiche principali della salute delle donne, urologia, gastroenterologia e dermatologia.  Actavis trasferisce anche la propria sede centrale in Irlanda (e mantenendo la sede operativa a Parsippany) in modo da approfittare dell'aliquota fiscale irlandese più bassa applicata alle società (17% contro il 35% negli Stati Uniti). Paul Bisaro commenterà la scelta dicendo che in questo modo stavano cercando di "livellare il campo da gioco". In seguito altre aziende faranno scelte simili costringendo il Dipartimento del Tesoro americano ad imporre nuove regolamentazioni per limitare questa possibilità.
Nel luglio 2014 Actavis completa l'acquisizione di Forest Laboratories (che in precedenza aveva acquisito Furiex Pharmaceuticals Inc e Aptalis Pharma) in una transazione in contanti e azioni per un valore di circa 25 miliardi di dollari. Nello stesso tempo avviene un cambiamento al vertice del gruppo: Paul Bisaro è nominato presidente esecutivo e Brent Saunders amministratore delegato.
Nel novembre 2014 Actavis plc annuncia l'intenzione di acquisire Allergan Inc, il produttore di Botox, per un prezzo (in contanti e azioni) di circa 70,5 miliardi di dollari. L'operazione è completata il 17 marzo 2015 dando vita ad un'azienda farmaceutica diversificata e presente commercialmente in 100 paesi. Actavis PLC ha completato l'acquisizione di Allergan Inc in una transazione in contanti e azioni per un valore di circa $ 70,5 miliardi. Nel giugno 2015 Actavis PLC cambia ufficialmente il suo nome in Allergan PLC.

#### Allergan Phrmacuticals
Nel 1950 il farmacista Gavin S. Herbert fonda Allergan Pharmaceuticals, Inc, concentrandosi sulla scoperta e sullo sviluppo di nuove formulazioni per mercati specializzati.  Nel 1953 Allergan produce colliri e formula nuovi prodotti come il primo collagene cortisonico per il trattamento dell'infiammazione allergica e il primo decongestionante degli steroidi oftalmici.
Nel 1970 la società diventa una public company quotandosi in Borsa. Dieci anni più tardi, nel 1980, è acquisita da SmithKline Beckman per $ 259 milioni di dollari. E nel 1989 Allergan viene scorporata da SmithKline Beckman.
Nel 1998 David EI Pyott diventa amministratore delegato della società, un incarico che ricopre fino alla fusione nel 2015. Nel luglio 2002 la società cede le sue attività di chirurgia oftalmica e di lenti a contatto a Advanced Medical Optics (ora Abbott Medical Optics). Nel 2003 il prodotto di punta di Allergan è Botox (tossina botulinica). Nel marzo 2013 la società acquisisce MAP Pharmaceuticals per circa 958 milioni di dollari e a dicembre vende la sua attività di intervento sull'obesità ad Apollo Endosurgery, per un pagamento di 75 milioni di dollari in contanti e 15 milioni di dollari in azioni.
Nel 2015 l'operazione di fusione con Actavis.

### La nuova Allergan
Iniziano subito le acquisizioni della nuova Allergan, nata dall'operazione Actavis-vecchia Allergan. Già il 7 luglio 2015 rileva i diritti di Merck & Co nel campo dell'emicrania oltre a due farmaci sperimentali (MK-1602 e MK-8031) con un pagamento anticipato di 250 milioni di dollari.  Il 10 agosto la società acquisisce Oculeve per 125 milioni di dollari e a fine agosto Naurex per 560 milioni di dollari. Il 19 ottobre è la volta di AqueSys, sviluppatore di impianti oculari che riducono la pressione intraoculare associata al glaucoma, per un pagamento iniziale di 300 milioni di dollari e di Kythera Biopharmaceuticals, focalizzata sul mercato dell'estetica medica, per 2,1 miliardi. Il 4 novembre prende il controllo di Northwood Medical Innovation, sviluppatore di earFold, un dispositivo medico per correggere le orecchie sporgenti. Il 25 novembre 2015 avvia la collaborazione con Rugen Therapeutic per sviluppare nuove terapie relative al disturbo ossessivo-compulsivo e alla rabbia.

#### Salta la fusione con Pfizer
Due giorni prima, il 23 novembre, Allergen e Pfizer annunciano di volersi fondere con un'operazione da 160 miliardi di dollari, il più grande affare farmaceutico di sempre e la terza più grande fusione della storia: Allergen avrebbe acquistato Pfizer dando vita ad una società che si sarebbe chiamata Pfizer plc (gli azionisti di Allergan avrebbero avuto 11,3 azioni, gli azionisti di Pfizer una) con sede in Irlanda in modo da sfruttare le agevolazioni fiscali e con il CEO di Pfizer, Ian Reaad, che avrebbe mantenuto lo stesso incarico nella nuova società mentre il CEO di Allergan, Brent Saunders, sarebbe diventato presidente e chief operating officer (COO). Ma nell'aprile 2016 l'operazione viene annullata in seguito alle nuove regolamentazioni annunciate dal presidente Obama e imposte dal Dipartimento del Tesoro americano per evitare proprio questa possibilità di sfuggire alle tasse. Per l'annullamento Pfizer è costretto a pagare ad Allergan una commissione di 150 milioni di dollari.

#### I farmaci generici a Teva
Il 2 agosto 2016 la società vende la sua attività di farmaci generici (la ex Actavis Generics) a Teva Pharmaceutical Industries per 33,4 miliardi di dollari e 100,3 milioni di azioni di Teva per un valore di 5,4 miliardi di dollari. E inizia una serie di acquisizioni: l'11 agosto ForSight VISION5 per oltre $ 95 milioni; il 6 settembre RetroSense Therapeutics per oltre $ 60 milioni, ottenendo il trattamento di terapia genica con fotosensibilità positiva, RST-001; il 20 settembre Tobira Therapeutics per $ 1,695 miliardi e, il giorno dopo, Akarna Therapeutics per $ 50 milioni; il 25 ottobre Vitae Pharmaceuticals, focalizzata su trattamenti di dermatologia, per $ 639 milioni; il 27 ottobre Motus Therapeutics, uno sviluppatore di trattamenti per disturbi gastrointestinali, per $ 200 milioni; il 22 novembre 2016 Chase Pharmaceuticals per $ 125 milioni.
Altre acquisizioni nel 2017: il 1º febbraio LifeCell, specialista in medicina rigenerativa, per $ 2,9 miliardi; il 28 aprile Zeltiq Aesthetics per $ 2,4 miliardi; il 7 giugno Keller Medical, società che produce dispositivi da utilizzare durante la chirurgia per l'aumento del seno; il 12 dicembre Repros Therapeutics, uno sviluppatore di farmaci per malattie del sistema riproduttivo.
Nel gennaio 2018 la società annuncia un piano di ristrutturazione con il taglio di 1400 posti di lavoro in seguito alla prevista perdita di esclusività di alcuni prodotti che fino ad allora avevano generato entrate.